# Lutersee (Andermatt)
Der Lutersee ist ein Gebirgssee an der Nordseite des Oberalptals in Andermatt im Schweizer Kanton Uri.
Der Lutersee liegt auf einer Höhe von 2357 m ü. M. Der Abfluss des Sees mündet in die vom Oberalpsee kommende Oberalpreuss. Der See ist rund 350 Meter lang und knapp 100 Meter breit.
Vom Oberalppass führt ein Bergwanderweg zum Lutersee. Mit der Gondelbahn (Bergstation Schneehüenerstock oder Mittelstation Platte) lässt sich die Wanderung abkürzen.

## Bilder

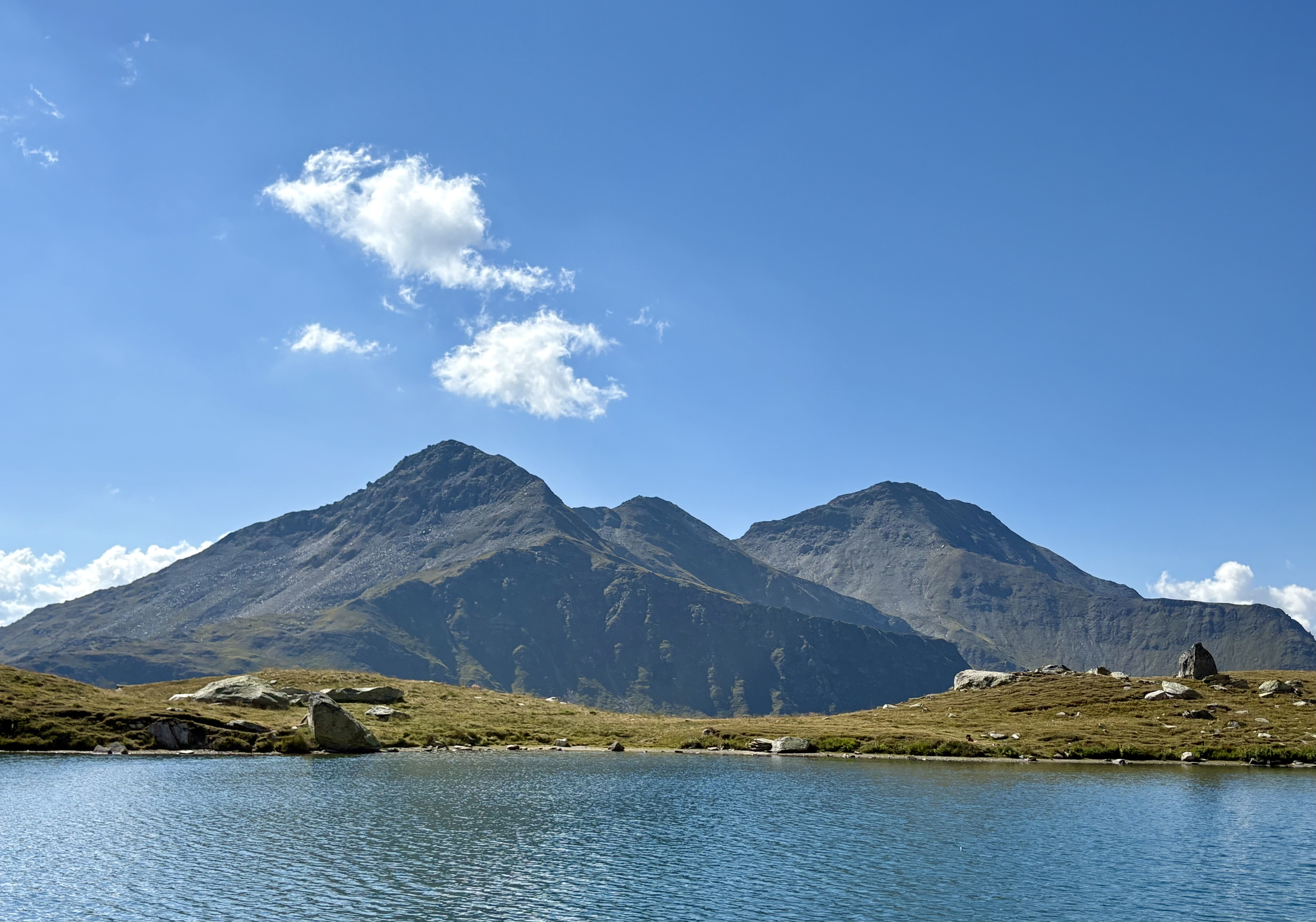
Hinten der Pazolastock, rechts der Rossbodenstock
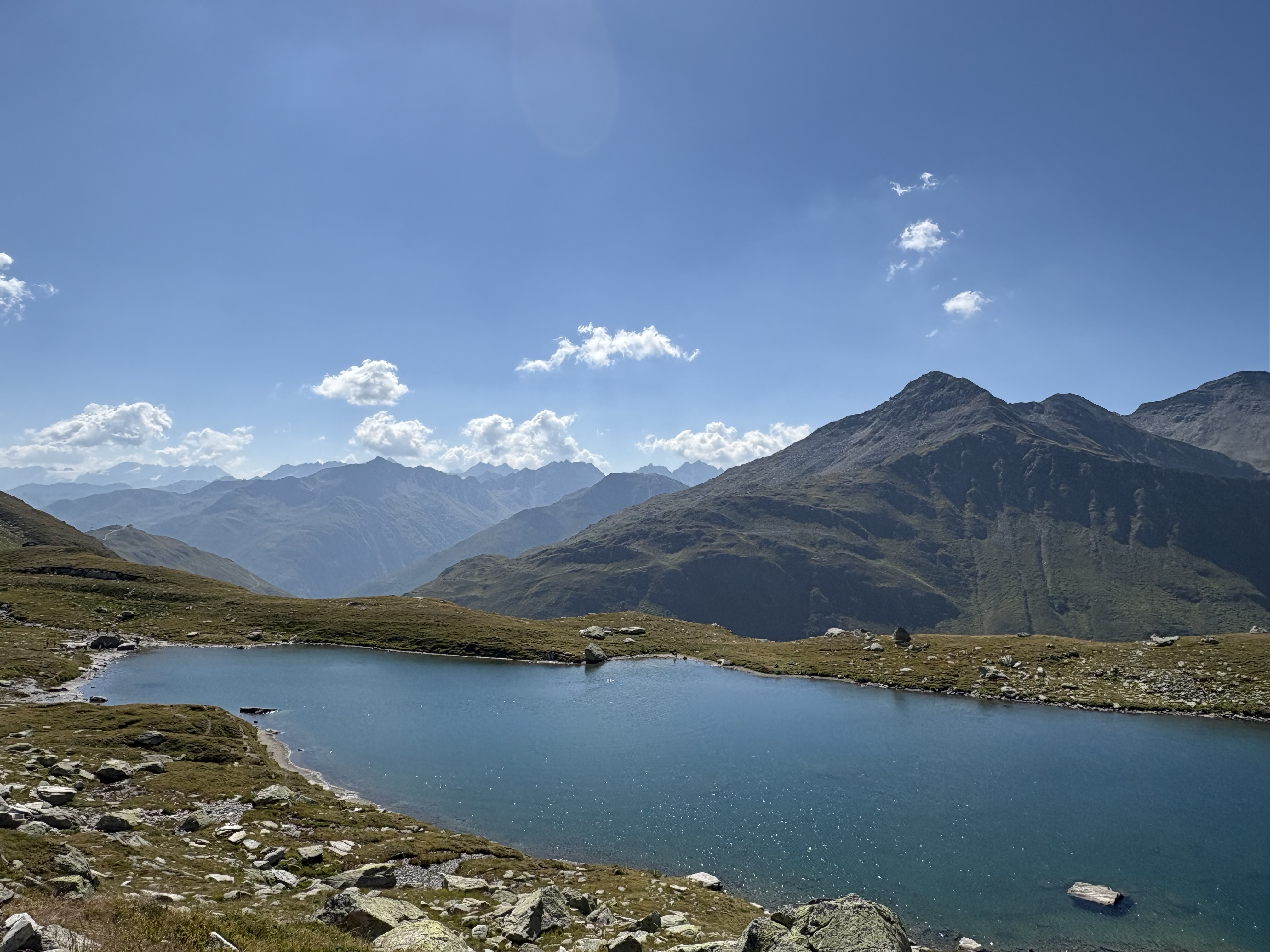
Blick nach Osten